# Cirfontaines-en-Ornois
Cirfontaines-en-Ornois település Franciaországban, Haute-Marne megyében. Lakosainak száma 88 fő (2022. január 1.). Cirfontaines-en-Ornois Gillaumé, Lezéville, Bure, Chassey-Beaupré, Gondrecourt-le-Château és Mandres-en-Barrois községekkel határos.

## Népesség
A település népességének változása:
| Lakosok száma | 122  | 111  | 96   | 82   | 73   | 75   | 77   | 74   | 79   | 88   |
|               | 1968 | 1982 | 1990 | 2006 | 2013 | 2015 | 2017 | 2019 | 2020 | 2022 |